# رینزا
رینزا (به انگلیسی: Rienz) رودخانه‌ای  است که در ایتالیا جریان دارد.